# Залонго
Залонго (грч. Ζάλογγο) је бивша општина у округу Превеза у Епиру. Од реформе локалне самоуправе из 2011. године налази се у саставу општине Превеза, чија је општинска јединица. Општина има површину од 137.631км 2. Популација места је 4.299 становника према попису из 2011 године. Седиште општине било је у Каналију. У близини се налази манастир Залонго из 18. века, овековечен пркосним масовним самоубиством групе жена из Сулија. Тај догађај се зове "Плес Залонга":